# Prvo ratno prvenstvo grada Zagreba 1918
Il Prvo ratno prvenstvo grada Zagreba u nogometu za 1918. godinu (it. "Primo campionato di guerra della città di Zagabria nel calcio per il 1918") è stata la prima competizione calcistica a Zagabria dopo il campionato di Croazia e Slavonia nel 1914. La competizione è stata organizzata dal Odbor za priređivanje nogometnih utakmica u korist Crvenog križa (it. "Comitato per l'organizzazione di partite di calcio a favore della Croce Rossa"), sull'esempio di altre grandi città dell'Austria Ungheria (Vienna, Praga, Budapest). Le partite si giocarono da maggio ad agosto 1918.

## Avvenimenti
La prima guerra mondiale stava volgendo al termine nel 1918, quando il comitato si riunì a marzo e, insieme ai delegati dei club, giunse alla conclusione che c'erano le condizioni per organizzare un "campionato di guerra" sul modello di altre grandi città della monarchia austro-ungarica come Vienna, Praga o Budapest. A questo campionato venne subito dato il nome ufficiale, Prvo ratno prvenstvo grada Zagreba u nogometu za 1918. godinu. Il comitato chiese al governo cittadino la concessione di un terreno davanti al bacino di Tuškanac, allo scopo di allenare i suoi club, ma la risposta fu negativa perché, per mancanza di foraggio negli ultimi anni, era necessario utilizzare questo terreno per lo sfalcio.
L'inizio del campionato era stato concordato per il 31 marzo ma, essendosi iscritti a quella data solo 4 club, venne posticipato al 19 maggio. Nel frattempo, AŠK Croatia e Slavija avevano presentato domanda, mentre le trattative sulla fusione di Concordia e Viktorija subirono dei ritardi e il club fu incluso in questa competizione, quindi il campionato di guerra contò 6 squadre.
Il campionato iniziò il 19 maggio con la partita HAŠK–Tipografski 5–3 e terminò il 15 agosto con Šparta–Croatia 1–6.
Per la prima volta, un torneo di calcio a Zagabria si concluse regolarmente. Tuttavia c'era il caso delle prime due classificate, HAŠK e Građanski, che avevano concluso il campionato in perfetta parità avendo ottenuto lo stesso numero di vittorie e pareggi, erano rimaste imbattute e avevano segnato e subito lo stesso numero di gol. Inoltre, lo scontro diretto era terminato 1–1. Il comitato dichiarò vincitrice la squadra dell'HAŠK poiché nella partita del 9 giugno allo Stadio Maksimir l'arbitro era stato costretto a sospendere l'incontro a 20 minuti dal termine a causa della disobbedienza ad una sua decisione da parte del Građanski.

## Classifica
|  | Pos. | Squadra              | Pt | G | V | N | P | GF | GS | QR    |
|  | ---- | -------------------- | -- | - | - | - | - | -- | -- | ----- |
|  | 1.   | HAŠK Zagabria        | 9  | 5 | 4 | 1 | 0 | 28 | 4  | 7,000 |
|  | 2.   | Građanski Zagabria   | 9  | 5 | 4 | 1 | 0 | 28 | 4  | 7,000 |
|  | 3.   | Croatia Zagabria     | 6  | 5 | 3 | 0 | 2 | 13 | 17 | 0,764 |
|  | 4.   | Tipografski Zagabria | 3  | 5 | 1 | 1 | 5 | 11 | 14 | 0,785 |
|  | 5.   | Šparta Zagabria      | 3  | 5 | 1 | 1 | 5 | 7  | 20 | 0,350 |
|  | 6.   | Slavija Zagabria     | 0  | 5 | 0 | 0 | 5 | 2  | 30 | 0,066 |

Legenda:
      Campione di Zagabria.
  Partecipa agli spareggi.
      Retrocessa in seconda classe.
Note:
Due punti a vittoria, uno a pareggio, zero a sconfitta.

## Risultati

### Tabellone
|             | HAŠ  | Gra  | Cro  | Tip  | Špa  | Sla  |
| ----------- | ---- | ---- | ---- | ---- | ---- | ---- |
| HAŠK        | –––– | 1-1  | 7-0  | 5-3  | 5-0  | 10-0 |
| Građanski   | -    | –––– | 6-0  | 3-2  | 8-1  | 10-0 |
| Croatia     | -    | -    | –––– | 4-2  | 6-1  | 3-1  |
| Tipografski | -    | -    | -    | –––– | 1-1  | 3-1  |
| Šparta      | -    | -    | -    | -    | –––– | 4-0  |
| Slavija     | -    | -    | -    | -    | -    | –––– |

### Calendario
```
19.05.1918 HAŠK-Tipografski      5-3
26.05.1918 HAŠK-Šparta           5-0
30.05.1918 Građanski-Tipografski 3-2
02.06.1918 Tipografski-Šparta    1-1
09.06.1918 Građanski-HAŠK        1-1 (La partita è stata interrotta al 70' perché i giocatori del Građanski non hanno voluto accettare una decisione dell'arbitro. Il risultato è stato riconosciuto come definitivo)
16.06.1918 Croatia-Slavija       3-1
23.06.1918 Croatia-Tipografski   4-2
29.06.1918 Šparta-Slavija        4-0
06.07.1918 HAŠK-Slavija         10-0
13.07.1918 Građanski-Šparta      8-1
21.07.1918 Građanski-Croatia     6-0
28.07.1918 Tipografski-Slavija   3-1
04.08.1918 Šparta-Croatia        3-2 (La partita, giocata il 4 agosto 1918, fu annullata. La nuova partita si giocò il 18 agosto 1918)
11.08.1918 HAŠK-Croatia          7-0
15.08.1918 Građanski-Slavija    10-0
18.08.1918 Šparta-Croatia        1-6
```

## Spareggio
```
Šparta ed Ilirija si contesero un posto nel 
Drugo ratno prvenstvo grada Zagreba 1918
.
```

| Squadra 1       | Totale | Squadra 2        | Andata     | Ritorno    |
| --------------- | ------ | ---------------- | ---------- | ---------- |
|                 |        |                  | 29.09.1918 | 10.10.1918 |
| Šparta Zagabria | 2–3    | Ilirija Zagabria | 1–1        | 1–2 (dts)  |